# Ralph Doubell
Ralph Douglas Doubell (Melbourne, 11 febbraio 1945) è un ex mezzofondista australiano, specializzato negli 800 metri piani, disciplina di cui è stato campione olimpico a Città del Messico 1968.

## Biografia
Doubell si mise in evidenza all'inizio del 1966 vincendo il campionato nazionale sugli 800 m piani superando il favorito Noel Clough e stabilendo il record nazionale con il tempo di 1'47"3. Il 24 giugno dello stesso anno, nel corso dell'incontro fra la selezione del Commonwealth e quella degli Stati Uniti d'America, si migliorò correndo in 1'46"2, ma l'8 agosto, ai Giochi del Commonwealth in corso a Kingston, Doubell fu solo sesto nella gara vinta da Clough.
Il 3 settembre 1967 Doubell colse il suo primo successo internazionale vincendo gli 800 m piani ai Giochi mondiali studenteschi di Tokyo, correndo in 1'46"7. L'anno seguente fu protagonista di un'eccellente stagione indoor negli Stati Uniti, con sei vittorie in altrettante gare. Successivamente fu vittima di un infortunio al tendine di Achille che lo costrinse a stare lontano dalle competizioni per sei mesi, proprio nell'anno olimpico.
Alla finale olimpica di Città del Messico favorito era il keniota Wilson Kiprugut, che impresse alla gara un ritmo elevatissimo (51"0 il tempo di passaggio ai 400 m), ma Doubell riuscì a superarlo in dirittura d'arrivo vincendo in 1'44"3, nuovo record olimpico e record mondiale eguagliato. La sua fu l'unica vittoria di un atleta bianco in tutte le corse piane di quelle Olimpiadi.
Dopo aver conseguito un altro sesto posto ai Giochi del Commonwealth del 1970, Doubell si preparò a difendere il titolo olimpico in vista dei Giochi di Monaco di Baviera 1972, ma non riuscì a prendervi parte perché una serie di infortuni lo costrinse al ritiro dell'attività agonistica.

## Record nazionali

### Seniores
- 800 metri piani: 1'44"40 ( Città del Messico, 15 ottobre 1968)

## Palmarès
| Anno | Manifestazione          | Sede              | Evento      | Risultato | Prestazione | Note            |
| ---- | ----------------------- | ----------------- | ----------- | --------- | ----------- | --------------- |
| 1966 | Giochi del Commonwealth | Kingston          | 880 iarde   | 6º        |             |                 |
| 1968 | Giochi olimpici         | Città del Messico | 800 m piani | Oro       | 1'44"3      | Record mondiale |
| 1970 | Giochi del Commonwealth | Edimburgo         | 800 m piani | 6º        |             |                 |